# 国分佐智子
国分 佐智子（こくぶ さちこ、1976年12月5日 - ）は、日本の女優・タレント。
東京都出身。恵泉女学園短期大学英文科卒業。ライジングプロダクション→ねぎし事務所所属。夫は林家三平。

## 来歴
小学校から中学校までの6年間をオーストラリア・メルボルンで過ごし、日本へ帰国後には大阪府堺市に居住、次いで東京都に転居した。
1997年（平成9年）、ベイキャニオンズのメンバーとしてavexよりCDデビューし、翌年にはTBS系『ワンダフル』に「ワンギャル」1期生としてレギュラー出演した。
2000年（平成12年）、ドラマ『ナースのお仕事3』に、主演・観月ありさの同僚役で、2クールレギュラー出演。劇中ではメガネを着用。その後『ナースのお仕事ザ・ムービー』にも出演し、映画への出演も本格的に始動。
2004年（平成16年）11月から2005年（平成17年）1月にかけてのTBS系昼ドラマ『メモリー・オブ・ラブ』でテレビドラマ初主演。
2006年（平成18年）5月『ハルちゃん』（シアターVアカサカ）で初舞台（常田真理役）。2007年（平成19年）2月『見よ、飛行機の高く飛べるを』（俳優座）で舞台初主演（光島延ぶ役）。
2011年（平成23年）1月、落語家の林家三平と婚約したことを所属事務所が発表。その2ヵ月後の3月22日に婚姻届を提出し、同年10月2日に帝国ホテルで結婚式並びに披露宴を執り行った。
2016年、第1子となる男児を出産する。

### その他
いわゆる帰国子女であり、英会話に堪能である。ほかには、ウクレレ、水泳、ブレイクダンスを特技としている。好きな食べ物はケーキ、豆腐、バナナジュース、和食であり、苦手な食べ物は生の魚である。
性格は、マイペースでのんびり屋。天使グッズで自ら天使論を語るほどの天使好き。テディベアの人形集めにも凝っている。得意料理は和食。酒豪であり、日本酒を好む。
ドラマと映画で看護師役を演じた国分であるが、実際には「血を見るのが苦手で、とても看護婦にはなれない」と発言している。複数の共演歴がある女優の観月ありさとは、かつて同じ芸能事務所ライジングプロダクションに所属しており、生年月日が同じである。

## 出演

### テレビドラマ

#### NHK総合
- ドラマDモード もう一度キス（1999年） - 野村美和 役
- ロッカーのハナコさん（2002年） - 大市理子 役
  - 帰ってきたロッカーのハナコさん（2003年） - 緒園理子 役
- 女神の恋（2003年） - 涼子 役
- ちゅらさん4（2007年） - 謎の女性 役
- 陽炎の辻2〜居眠り磐音 江戸双紙〜第3話「心残り」（2008年） - お銀 役
- NHK大河ドラマ
  - 天地人 (NHK大河ドラマ)（2009年） - お慶（泉沢久秀の妻） 役
  - べらぼう〜蔦重栄華乃夢噺〜（2025年） - つや 役[2]
- NHKスペシャル 未解決事件 file.01「グリコ・森永事件」（2010年） - 辻捜査員の妻 役
- アイアングランマ 第5話・第6話（BSプレミアム、2015年2月7日・14日） - 国実ミホ 役

#### 日本テレビ系
- 夜逃げ屋本舗（1999年） - 島森初美（秘書） 役
  - 夜逃げ屋本舗スペシャル（1999年）
- 隣人は秘かに笑う（1999年） - ユウナ 役
- 新・俺たちの旅 Ver.1999（1999年） - 奈美 役
- 火曜サスペンス劇場 弁護士・朝日岳之助「死者の人権」 （2004年） - 前川弘美 役
- 警視庁特殊部隊512（2005年） - 池谷知子 役
- 火曜ドラマゴールド「松本清張スペシャル 地方紙を買う女」（2007年） - 福田恵 役
- 示談交渉人 ゴタ消し 第6話（2011年、読売テレビ） - 堀田仁美 役

#### TBS系
- マリア 第3話（2001年）
- しあわせのシッポ（2002年） - 浅川由香 役
- 十津川警部シリーズ「陸中海岸殺意の旅」（2003年） - 水島まなみ 役
- 恋文 〜私たちが愛した男〜（2003年10月 - 12月） - 石塚圭子 役
- ドラマ30メモリー・オブ・ラブ（2004年、毎日放送） - 主演：水沢羽純 役
- 月曜ゴールデン
  - 税務調査官・窓際太郎の事件簿14（2006年） - 丹沢友梨香 役
  - 探偵 左文字進11（2007年） - 田中美晴 役
  - 財務捜査官 雨宮瑠璃子4 （2008年） - 春日玲子 役
- 水戸黄門（C.A.L）
  - 第35部 第3話「謎の美女の危険な賭け -高知-」（2005年10月24日） - お嶋 役
  - 第38部 第18話「駆け落ち妻の目に涙 -駿府-」（2008年5月19日） - おしの 役
  - 第39部 第19話「酔いどれ侍、奮い立て -松江-」（2009年3月2日） - 染香 役
  - 第42部 第13話「美人絵師が描いた復讐 -鳥取-」（2011年1月17日） - 池端桃園 役
  - 最終回スペシャル（2011年12月19日） - おさち 役、42年間に渡る同ドラマにおいて最後に登場したゲスト出演者となった。

#### フジテレビ系
- ナースのお仕事3（2000年） - 上原真弓 役
- 女子アナ。（2001年） - 久保寺由紀 役
- 救命病棟24時 第2シリーズ 第10話・最終話（2001年） - 三上絵里（弁護士） 役
- 世にも奇妙な物語 春の特別編 第1話「顔を盗まれた」（2003年）
- ダイヤモンドガール（2003年） - 飯島真弓 役
- 鬼嫁日記（2005年、関西テレビ） - 立花京子 役
- 金曜エンタテイメント
  - 特別企画 空中ブランコ（2005年） - エリ 役
  - 山村美紗没後10年特別企画 山村美紗サスペンス黒百合伝説殺人事件 (2006年） - 長谷川理枝子 役
- 金色の翼（2007年） - 主演・日ノ原修子 役
- 金曜プレステージ特別企画 目線（2010年）
- 元泥棒・助川六郎のご町内防犯パトロール（2011年）

#### テレビ朝日系
- ビーロボカブタック（1997年） - 中野美紀（巡査）
- 京都地検の女 第1シリーズ（2003年） - 深沢小百合（司法修習生） 役
- 土曜ワイド劇場
  - 炎の警備隊長・五十嵐杜夫 （2003年） - 横山ユメ 役
    - 炎の警備隊長・五十嵐杜夫2 （2004年） - 横山ユメ 役
    - 炎の警備隊長・五十嵐杜夫3 （2004年） - 横山ユメ 役
    - 炎の警備隊長・五十嵐杜夫7 （2008年） - 横山ユメ 役

  - 「ラーメン刑事 vs. さぬきうどん」（2005年、朝日放送テレビ） - 成田真希（婦警） 役
  - おとり捜査官・北見志穂10（2006年）
  - 「京都南署鑑識ファイル3」 （2006年）
  - 「西村京太郎トラベルミステリー48 みちのく殺意の旅」（2007年） - 矢代由紀 役
  - 新・棟居刑事シリーズ3　失踪の夫は二度死ぬ？ナゾの言葉“ぼん”と四人の美女！棟居刑事の青春の雲海（2008年） - 土方美香 役
  - 内田康夫サスペンス・福原警部2（2010年） - 羽山喜代子 役
- はみだし刑事情熱系最終章 第9話（2004年）
- 世直し順庵!人情剣 第6話（2004年） - おさい（つぼ振り） 役
- 新・科捜研の女 第3シリーズ 第2話（2006年） - 嶋倉夕紀（刑事） 役
- 相棒 Season5 第2話（2006年） - 諏訪町子（不動産屋） 役
- 7人の女弁護士 第1話（2006年） - 坂田由紀江（アシスタントプロデューサー） 役
- 肉体の門（2008年） - マヤ 役
- アンタッチャブル〜事件記者・鳴海遼子〜 第4話 （2009年） - 小池雫（アナウンサー） 役
- 警視庁 失踪人捜査課 第1話（2010年） - 田代清美（大友の助手） 役* 霊能力者 小田霧響子の嘘 第6話（2010年） - 平沢由香里 役
- ホンボシ〜心理特捜事件簿〜 第2話（2011年）
- 緊急取調室 THIRD SEASON 第5話 (2019年） - 山下彩矢 役[3]

#### テレビ東京系
- 女と愛とミステリー
  - いなか刑事・伊原泰三の退職捜査日誌「悲劇の妻か?完全犯罪を狙う妻か?」（2002年） - 今村暢子 役
  - 山村美紗サスペンス「小京都飛騨高山殺人事件」(2004年8月28日) - 岸本明子　役
- 水曜ミステリー9
  - 警察署長・たそがれ正治郎2（2006年） - 毛利佳寿 役
  - 「事件記者 浦上伸介パート5」（2007年） - 手塚久生（琴奏者） 役
  - 「信濃のコロンボ事件ファイルパート17」（2008年） - 宮城 留理子（『森林整備機構』長野支部企画課職員） 役
- 徳川風雲録 八代将軍吉宗 （2008年） - 千賀（くノ一） 役
- かりゆし先生ちばる!（2009年） - 主演・望月陶子(葉山陶子)  役
- 柳生武芸帳（2010年） - 於季 役
- 経済ドキュメンタリードラマ ルビコンの決断「世界中から「ありがとう」〜おっぱいに懸けた　ある企業の決断〜」（2010年）
- トラブルマン（2010年） - 片瀬由美子 役

#### WOWOW
- 対岸の彼女（2006年）
- ドラゴンフライ（2006年） - ミネコ（ホステス） 役
- ドラマW「第三のミス〜まず石を投げよ〜」（2006年）

#### 東京MXテレビ
- 東京ゴースト・トリップ 第6話 （2009年） - 上沼史織 役

#### その他
- ラブ・コレ2 東京Love Collection（2006年） - 若月亜衣 役
- 東京ディズニーシー5thアニバーサリーWebシネマ「Sea of Dreams」（2006年）第2話「素晴らしき鼻血日和」 - 幸子 役

### 映画
- 陰陽師（2001年、東宝） - 任子 役
- ナースのお仕事ザ・ムービー（2002年、東宝） - 上原真弓 役
- 東京伝説 蠢く街の狂気（2004年、竹書房） - 主演・大沢裕美子 役
- 風のファイター（2004年（日本では2006年上映）、エスピーオー） - 龍馬夫人 役
- インディアン・サマー（2004年、スローラーナー） - 藤田絹代役
- メノット（2005年、「メノット」製作委員会） - 双主演：西徳寺久美 役
- 風雲児～長者番付に挑んだ男（2006年、アットマークライブ） - 松永直美 役
- 吉祥天女（2007年） - 叶浮子 役
- 彩恋 SAI-REN（2007年）
- さくら、さくら 〜サムライ化学者・高峰譲吉の生涯〜（2010年） - 高峰順・竹橋真里子 役

### オリジナルビデオ
- ビーロボカブタック クリスマス大決戦!! （1997年） - 中野美紀（巡査）役
- SAKI 鮮血のアーティスト（2011年） - サキ 役※ロサンゼルスでは映画として上映

### 舞台
- COLORE PRODUCE「ハルちゃん」（2006年） 作：ラサール石井 演出：田村孝裕（ONEOR8）
- ぱれっと PRODUCE「見よ、飛行機の高く飛べるを」（2007年） 作：永井愛 演出：越光照文
- 明治座「三丁目の夕日」（2008年11月） 真理子 役 脚本：飯野陽子 演出：堤 泰之

### バラエティ
- ミュージック・ジャンプ（ガールズサイド）（1997年 - 1998年、NHK-BS2）番組内ダンスユニット「Liberty Girls」としての出演。
- ワンダフル （1998年、TBS）ワンギャル1期生として約半年レギュラー出演。
- 失われた海洋王国-ナンマドールの謎（2003年、TBS系） - 吉村作治のアシスタントとして
- 知られざる大自然・尾瀬紀行（2004年6月、テレビ東京）
- FILM FACTORY（2006年9月） - 監督として
- Never END（2007年7月-、テレビ東京） - ナレーション
- 東京迷宮ファイル-【迷宮ファイルNO. 4】〜都会の真ん中の「迷宮」 東京タワー - (2008年3月27日、フジテレビ)
- ダウンタウンDX
- ズバリ言うわよ!（TBS系）不定期出演
- 日本史サスペンス劇場 （日本テレビ）
  - （2008年6月） 歴史再現ドラマ 築山殿 役
  - （2008年12月） 歴史再現ドラマ 大石りく 役
  - （2009年2月） 歴史再現ドラマ 妙林尼 役
- 海老名さん家の茶ぶ台（2011年10月26日 - 2012年3月14日、TBS） - 夫・三平、義母・海老名香葉子と共にレギュラー出演（初司会番組）。
- ぴったんこカン・カン（2012年4月 - 、TBS系）夫・三平と共にスタジオパネラーとして不定期出演。
- いい旅・夢気分（2009年7月8日、テレビ東京） - 旅人
- トミーズのはらぺこキッチン 極 （2009年7月18日、関西テレビ） - ゲスト
- 祝女〜shukujo〜（2010年3月、NHK総合） - ゲスト
- 目撃!にっぽん（2020年8月2日、NHK総合） - 朗読、久志芙沙子 役

### CM
- ロッテ ブラックブラック（1997年） - お姫様役、唐沢寿明と共演
- SONY
  - ビデオなカメラ（1998年） - 職場のマドンナOL役
  - デジタル携帯電話（1998年）「くるくるピッピ」
- 明治製菓（現：明治）
  - こんにゃく果実（1999年）
  - イソジン（1999年） - 「誰もわかってくれない」と呟くOL役
- 郵政省（現：日本郵便） 翌朝10時郵便 モーニング10（1999年）
- カネボウ化粧品 REVUE（レビュー）（2000年） - イメージキャラクター
- トヨタサービス オイル交換（2001年）
- 東京圏駅ビル開発 アトレ上野（2002年）
- JR東日本 「上野駅リニューアルキャンペーン」（2002年）
- カネボウホームプロダクツ 肌美精（2006年） - イメージキャラクター・絹子 役
- ロート製薬 養潤水（2006〜2012年）
- エバラ コラーゲン鍋の素（2009年）
- 花王 ビオレ「うるうる密着泡」(2011年)

### その他
- スネオヘアー「逆様ブリッジ」（ビデオクリップ）（2010年）

## 書籍

### 写真集
- ノーブル（1998年6月、近代映画社、撮影：山岸伸）ISBN 978-4764818606
- SOLEIL(ソレイユ)(パパラブックス)（1998年12月、ティアイエス、撮影：山岸伸）ISBN 978-4886181886
- Luna（2001年1月、ワニブックス、撮影：丸谷嘉長）ISBN 978-4847026423
- Private Sparky（2002年7月、講談社、撮影：腰塚光晃）トヨタ自動車・スパーキーとのコラボレーションISBN 978-4063301724
- 月刊 国分佐智子(SHINCHO MOOK)（2003年6月、新潮社、撮影：石田東）ISBN 978-4107901156
- aerial（2005年4月2日、ワニブックス、撮影：舞山秀一）ISBN 978-4847028533

### 写真
- アラン・コーエン『世界が変わる、ハートの魔法』（2006年5月19日、ゴマブックス、翻訳：穴口恵）ISBN 4-7771-0403-6

### 雑誌
- CanCam（小学館）

## DVD
- Confidential（2002年、ポニーキャニオン）
- See-through（2002年、ポニーキャニオン）

（上記2枚セットでの発売も行われていた）